# اشوین‌ها
اشوین‌ها (به سانسکریت: अश्विन aśvin-؛ دوگانه:aśvinau)، ناستیه (لقب دو ایزد همزاد)، دَسره برپایهٔ اساطیر هندو در ریگ‌ودا دوقلوهای مینوی اسپ‌سوار می‌باشند. آنان پسر سرنیه ایزدبانوی ابرها و همسر سوریا می‌باشند. این ایزدان ودایی نماد غروب و طلوعند و پیش از فرورفتن خورشید با گردونه‌ای زرین در آسمان پدیدار شده و برای مردمان گنج آورده و ورشستگی و ناخوشی را دورمی‌سازند.
آشوین‌ها را می‌توان با کستور و پولوکس در اساطیر روم و یونان سنجید. نزدیکترین خویشاوندان آنان اشوینیای در اساطیر لیتوانیایی می‌باشد.
آشوین‌ها پزشکان جهان خدایانند و دیوان پزشکی آیورودا. این هر دو را در ریگ‌ودا ناستَیئو nāsatyau به معنای مهربان می‌خواندند، سپس یکی را ناستیهNasatya و دیگری را دَسره Dasra نامیدند. از آشوین‌ها در ریگ‌ودا ۳۷۶ بار نام برده شده‌است.